# Walther Günther
Walther Franz Gustav Günther (* 1. Juli 1891 in Zeitz; † 4. Oktober 1952 in Bonn) war ein deutscher Pädagoge, Volkswirt und Medienfunktionär.

## Leben
Günther war der Sohn des Schreinermeisters Julius Günther (1864–1946) aus Zeitz. Er wurde Volksschullehrer und wirkte von 1911 bis 1914 im thüringischen Mühlhausen. Bei Ausbruch des Ersten Weltkrieges eingezogen, leistete er nis 1917 seinen Militärdienst; in diesem Jahre schrieb er sich an der Universität in Bern ein. Er studierte Geschichte, Pädagogik, Volkswirtschaft und Rechtswissenschaften an der Universität in Berlin. Zunächst Werkstudent, arbeitete er ab 1920 als Lehrer an einer Privatschule. Mit dem Medium Film kam er in Berührung, als er eine Assistentenstelle bei der „Gesellschaft für Volksbildung“ bekleidete. Von da an setzte er sich für den sachgerechten Einsatz von Lichtbild und Film im Unterrichtswesen ein.
1921 gründete er den „Deutschen Bildspielbund“, dessen Leiter er wurde, und organisierte bis 1931 die „Deutschen Bildwochen“, bei denen Pädagogen aus ganz Deutschland den Einsatz des Mediums Films in der Schule diskutierten. Sie fanden ab 1920 alljährlich statt. Seit 1923 war er außerdem Beisitzer der Filmprüfstelle und der Oberfilmprüfstelle Berlin.
Er wurde Leiter der Berliner „Film- und Bildarbeitsgemeinschaft“ und arbeitete am „Zentralinstitut für Erziehung und Unterricht“ in Berlin mit. Zusammen mit Hans Ammann gab er die Zeitschrift Der Bildwart heraus, die von 1923 bis 1935 im Berliner Verlag von Erwin Loose erschien und sich an Lehrer, Professoren und Künstler wandte, also an Menschen, die an den Auswirkungen und der Entwicklung des Films beruflich oder ideell interessiert waren.
Mit Ammann trieb er auch den Einsatz des Schmalfilms in den Schulen voran.
1928 wurde er Direktor des Städtischen Film- und Bildamtes Berlin und Präsident der „Internationalen Lehrfilmkammer“, die ihren Sitz in Basel hatte.
1929 promovierte er mit einer Arbeit über Grundzüge der sozialen und wirtschaftlichen Entwicklung in Deutschland im Zeitalter des Dreißigjährigen Krieges zum doctor rerum politicarum an der Universität Berlin.
Zum 1. Mai 1933 trat Günther der NSDAP (Mitgliedsnummer 2.022.321) und dem NS-Lehrerbund bei und wurde Mitglied der Reichskulturkammer. Von 1934 bis zu seiner Einberufung zum Kriegsdienst 1939 leitete er die Landesbildstelle Berlin-Brandenburg. Zeitgleich war er Abteilungsleiter bei der Reichsstelle für den Unterrichtsfilm. In dieser Zeit verfasste er mehrere Fachbücher und zahlreiche Handreichungen für Lehrer zu aktuellen Unterrichtsfilmen.
Nach dem Zweiten Weltkrieg war er maßgeblich am Aufbau des vom Deutschen Roten Kreuz betriebenen Kinderheims Friesland in Breddewarden bei Wilhelmshaven beteiligt. Anschluss an seine frühere Lebensarbeit indes konnte Günther nicht mehr finden. Er starb 1952 in Bonn.

## Werke
- Prüfungsordnung für technische Leiter von Lichtbildveranstaltungen. Verlag Ferdinand Hirt, Leipzig 1924, DNB 580048209.
- Städtefilme. (= Bildwart-Flugschriften. 3). 2. Auflage. Bildwart-Verlagsgenossenschaft, Berlin 1928, DNB 363944699.
- als Hrsg.: Verzeichnis deutscher Filme, Grundausg. I: Lehr- u. Kulturfilme. Bildwart-Verlagsgenossenschaft, Berlin 1927, DNB 368569519.[19]
- als Hrsg.: Der Bildwart: Handbuch zur Einrichtung und Führung von Bild- und Film-Arbeitsstellen. Gauverlag Bayerische Ostmark, Bayreuth 1938, DNB 365924717.
- Film- und Lichtbildgebrauch in der Schule. Verlag J. Klinkhardt, Leipzig 1939, DNB 573603596.